# نايف ابورميه
نايف عبد الله أبورمية المطيري مواليد دولة الكويت (1942 -1 مارس 2016) ، نائب سابق في مجلس الامة الكويتي ، شارك في انتخابات مجلس الأمة الكويتي عام 1981 عن الدائرة السادسة عشر العمرية ونال (250) صوت، وحصل علي المركز الثاني ونجح بالانتخابات.